# Colorado City (Arizona)
Colorado City – miasto (zał. w 1985) w Stanach Zjednoczonych, w stanie Arizona, w hrabstwie Mohave.